# Liste von Schiffen mit dem Namen Giljak
Giljak ist ein mehrfach genutzter Name für Schiffe. Der Name Giljak (kyrillisch Гиляк) stammt aus dem Russischen. Er ist eine historische Bezeichnung des indigenen Volkes der Niwchen, die im Gebiet der Amurmündung und auf Sachalin leben.

## Schiffsliste
| Bezeichnung | Schiffsart  | Klasse / Typ  | Baujahr | Bauwerft                                 | Eigner                      | Dienstzeit | Verbleib                                                           | Bild |
| ----------- | ----------- | ------------- | ------- | ---------------------------------------- | --------------------------- | ---------- | ------------------------------------------------------------------ | ---- |
| Giljak      | Kanonenboot |               | 1897    | Neue Admiralitätswerft, Sankt Petersburg | Kaiserlich Russische Marine | 1898–1904  | 1904 versenkt                                                      |      |
| Giljak      | Kanonenboot | Giljak-Klasse | 1906    |                                          | Kaiserlich Russische Marine | 1908–1918  | 1918 in die finnische Marine als Iljak übernommen, 1922 abgewrackt |      |